# Callechelys lutea
Callechelys lutea är en fiskart som beskrevs av Snyder, 1904. Callechelys lutea ingår i släktet Callechelys och familjen Ophichthidae. Inga underarter finns listade.